# Động vật giết con non

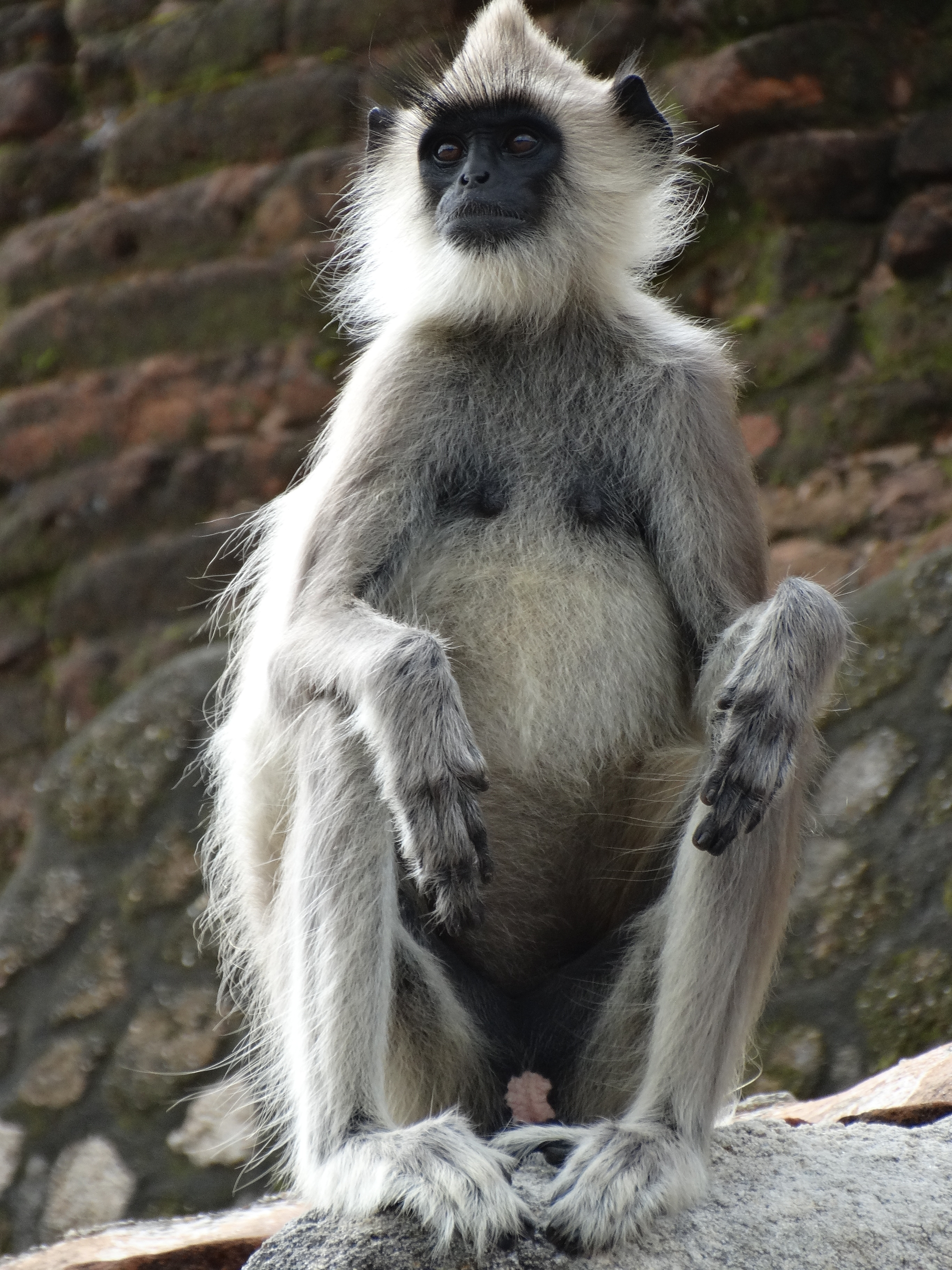
Khỉ Hanuman được biết đến là loài linh trưởng có hành vi giết con non

Động vật giết con non (infanticide) là các hành vi ở một số loài động vật liên quan đến việc giết chết con non bởi một động vật trưởng thành cùng loài, hành vi này đã được nghiên cứu trong môn động vật học, đặc biệt trong lĩnh vực đạo đức học. Hành vi giết con non ở động vật đã được quan sát thấy ở nhiều loài trên khắp giới động vật, đặc biệt là loài linh trưởng. Chúng bao gồm luân trùng cực nhỏ, côn trùng, cá, động vật lưỡng cư, chim và động vật có vú trong đó, hiện tượng con cái giết chết con non xảy ra ở gần một phần ba các loài động vật có vú. Việc giết con non có thể được thực hiện bởi cả ở giống đực và giống cái.
Việc giết con non chỉ được coi là một sự xuất hiện trong tự nhiên gần đây. Vào thời điểm lần đầu tiên được Yukimaru Sugiyama xác định một cách nghiêm túc, hành vi cực đoan này được cho là do các yếu tố gây căng thẳng như quá đông và bị giam cầm và được coi là bệnh lý. Đạo đức học cổ điển cho rằng những người theo thuyết âm mưu (thành viên cùng loài) hiếm khi giết lẫn nhau. Vào những năm 1980, nó đã có được sự chấp nhận lớn hơn nhiều. Những lý do có thể nó không được coi là một hiện tượng tự nhiên phổ biến bao gồm sự ghê tởm của nó đối với con người, quan niệm chọn lọc nhóm và loài phổ biến thời đó (ý tưởng rằng các cá nhân cư xử vì lợi ích của nhóm hoặc loài) và thực tế là rất khó quan sát trên thực nghiệm.

## Đặc điểm
Hành vi giết con non gây ra bởi sự xung đột tình dục có đặc điểm chung là thủ phạm (thường là con đực) sẽ trở thành bạn tình mới của mẹ  (hoặc cha) của nạn nhân. Điều này thể hiện nỗ lực và rắp tâm của thủ phạm, và sự mất mát của cha mẹ của những đứa trẻ bị giết. Đây là một kiểu chạy đưa tiến hóa giữa hai giới, trong đó giới tính nạn nhân có thể có những phản ứng thích nghi làm giảm sự thành công của thực tiễn này. Nó cũng có thể xảy ra vì những lý do khác, chẳng hạn như cuộc đấu tranh giành thức ăn giữa những con cái. Trong trường hợp này, cá thể thậm chí có thể giết chết con cái liên quan chặt chẽ để loại trừ đối thủ tranh giành tiềm năng.
Việc giết con non của bản thân xảy ra khi cha mẹ giết chết con cái của chính mình. Điều này đôi khi liên quan đến việc ăn thịt chính những con non này, được gọi là hiện tượng ăn thịt con đẻ (filial cannibalism). Hành vi này phổ biến ở các loài cá và cũng được nhìn thấy ở động vật trên cạn, thậm chí là ở mèo và mới nhất là ở loài khỉ. Việc giết trẻ em ở loài người đã được ghi nhận trong hầu hết các nền văn hóa. Một khía cạnh độc ác và vô nhân tính của hành vi giết con chính là để thực hiện lựa chọn trai gái, trong đó có những người bố, mẹ nhẫn tâm loại bỏ chính đứa con đẻ của mình khi sinh ra không đúng giới tính mình mong muốn (thông thường là muốn con trai).
Hiện tượng giết chết con non dường như là một điểm đen tối nhưng mang tính tiến hóa. Có vẻ như trực giác khiến cho các con cái đôi khi để nuôi dưỡng con non của mình một cách thích hợp hơn, chúng sẽ ra tay với con của chính mình hoặc con non của nhà khác. việc giết chết con non không phải là hiện tượng gì quá đáng sợ. Bởi thật ra, đó là thứ đã phát triển trong một số xã hội động vật - và nó diễn ra một cách cũng khá là tự nhiên theo Quy luật sinh tồn "Những kẻ thích hợp nhất sẽ sinh tồn" là thứ lý thuyết không áp dụng đối với các con cái trong thời kỳ làm mẹ. Trong thế giới tự nhiên, các con mẹ dường như nhận thức sâu sắc về những áp lực của quy luật lựa chọn. 

## Nguyên nhân
Việc giết chết con non rõ ràng là không chỉ có ở bất kỳ một nhóm hoặc một môi trường sống nào, mà là có những mối liên kết quan trọng giữa các trường hợp. Có ba yếu tố quan trọng ảnh hưởng đến khả năng một con cái có thể tiến hành giết chết con non, đó là:
- Sống trong môi trường khắc nghiệt
- Việc làm mẹ đòi hỏi con cái phải tiêu tốn rất nhiều công sức
- Mức độ cạnh tranh cao về thực phẩm và các lợi ích khác trước các cá thể khác trong đàn
- Giết con là hành vi cực đoan và thường chỉ do con đực thực hiện để loại bỏ đối thủ và khiến con cái có thể tiếp nhận hành vi giao phối nhanh hơn[2].

Khi những áp lực như vậy đạt đến một ngưỡng nhất định, các con cái sắp làm mẹ hoặc mới sinh con sẽ có xu hướng trở thành sát thủ. Trong khi những đối tượng hợp tác nuôi dưỡng, tức là các con bố, mẹ phải hợp tác với nhau trong việc nuôi dưỡng các con non trong đàn, đôi khi có những lựa chọn đặc biệt đáng lo ngại, nếu cảm thấy rằng lứa con mới của mình sẽ không được chăm sóc đủ tốt, chúng có thể giết chết các con non khác với hy vọng con của nó sẽ có hoàn cảnh nuôi dưỡng tốt hơn trong tương lai. Chúng còn cạnh tranh để giành quyền sử dụng các nguồn thực phẩm và các quyền lợi khác mà chúng cần để nuôi dưỡng con con, việc giết chết con non của nhà khác là thực tế của cuộc sống. Con cái sẽ ra tay vào bất kỳ khi nào chúng thấy rằng chúng sẽ được lợi từ việc đó.

## Ở thú
Một cuộc khảo sát được thực hiện trên 289 loài động vật có vú cho thấy có bằng chứng chứng tỏ có tới gần một phần ba trong số chúng xảy ra hiện tượng con cái giết chết con con do nó vừa sinh ra. Đại học Cambridge gần đây công bố một nghiên cứu về hiện tượng các con cái giết chết con non trong các loài động vật có vú. Công trình này giúp ghi nhận mức độ phổ biến của hiện tượng này trong thế giới động vật có vú. Trong số 289 loài, có 30% được phát hiện là có tồn tại hiện tượng con cái giết chết con non, các ví dụ về vượn cáo, hải cẩu và sư tử biển, gấu, mèo, dơi, chuột và sóc, và một số loài khác nữa. Một nhà nghiên cứu là Sarah Hrdy đã công bố công trình đột phá về hành vi giết chết con non ở voọc, một phân họ khỉ nằm rải rác trên khắp châu Á.
Đôi khi, động vật giết chết các con non trong đàn. Chẳng hạn như thỉnh thoảng, các con cái đang nuôi con quyết định giết con của một con cái khác trong nhóm. Hơn 40 năm sau, con mẹ giết chết con non vẫn là một điều cấm kỵ. Trong khi con người không cảm thấy thoải mái với những chuyện đùa với chủ đề người mẹ sát thủ, kể cả khi con mẹ là một loài động vật nào khác chứ không phải con người, thì có lẽ ít nhất cũng hiểu rằng trong thực tế, đó là điều có xảy ra. Theo nhà nghiên cứu Yvan Lledo-Ferrer  ở ĐH Madrid (Tây Ban Nha), giết con là hành vi cực đoan và thường chỉ do con đực thực hiện để loại bỏ đối thủ và khiến con cái có thể tiếp nhận hành vi giao phối nhanh hơn. 

## Ở khỉ
Sự ghi nhận ở loài khỉ đuôi sóc (marmoset), theo đó, các con khỉ đuôi sóc cái khét tiếng là thường tấn công con non của các con khỉ marmoset khác, nhằm đảm bảo tương lai tốt nhất cho con non của mình. Thời điểm mang thai và chuẩn bị sinh con là thời điểm chúng dễ hung hăng giết chết con non của nhà khác nhất, năm 2007, một nghiên cứu đã mô tả vụ con khỉ đuôi sóc cái đứng ở vị trí thứ hai trong đàn giết chết con khỉ cái đuôi sóc một tháng tuổi, con của con khỉ cái đầu đàn. Con cái sát thủ đã ra tay khi bản thân nó đang có thai. Sau đó, nó sinh đôi ra hai con con, và có vẻ như nó trở thành con đầu đàn, hành động này rõ ràng phát sinh từ sự thôi thúc bản năng, nhằm đảm bảo tương lai tốt nhất cho con cái của chúng.
Những bà mẹ khỉ Tamarin phải chịu áp lực nuôi con và cạnh tranh với những con cái khác khi phải nuôi con mà không được các con đực trong đàn giúp đỡ. Khi đó, bà mẹ sẽ giết con và ăn óc con mình để bổ sung dinh dưỡng. Khỉ tamarin mẹ lại giết những đứa con mới đẻ khi thấy chúng ít có khả năng sống sót do các yếu tố xã hội trong loài, như ít được giúp đỡ hoặc sự hiện diện của con cái đang mang thai khác. Khỉ tamarin có chế độ chăm sóc con tập thể, nghĩa là tất cả các thành viên trong nhóm tham gia chăm sóc và nuôi nấng khỉ con. Trong gia đình này, chỉ một con cái có thể sinh sản thành công, còn những con khác phải ức chế quá trình rụng trứng.
Voọc Hanuman (hay voọc xám) là những con khỉ Cựu Thế giới được tìm thấy ở Ấn Độ là một loài động vật xã hội, sống trong các nhóm bao gồm một con đực thống trị và nhiều con cái. Con thống lĩnh có độc quyền sinh sản trong hậu cung động vật này, và khiến con đực lép vế bị thiệt thòi. Để có cơ hội sinh sản, những con đực dưới quyền cố gắng chiếm lấy vai trò thống trị trong một nhóm, thường dẫn đến một cuộc đấu tranh quyết liệt với con đực đang thống trị. Nếu thành công trong việc lật đổ con khỉ chúa, những đứa trẻ sơ sinh khỉ không liên quan của con cái sẽ bị giết, việc giết chóc này diễn ra ngay sau khi nó tiếp quản hậu cung.

## Ở sư tử

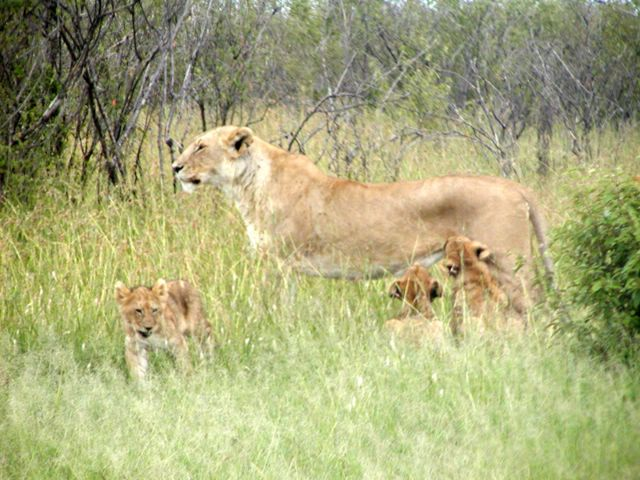
Những con sư tử non sẽ bị tàn sát khi những con sư tử đực trưởng thành chiếm bầy

Hành vi giết con non được ghi nhận ở những con sư tử đực, có lẽ đây là mặt tối của loài động vật vốn được con người tôn vinh các danh hiệu cao quý và hào quang. Các con sư tử non khi được sinh ra đến khi lớn lên đều có nguy cơ chết rất cao. Theo vòng đời tự nhiên, khi những cá thể duc đến tuổi trưởng thành thì thường sẽ bị sư tử đực đầu đàn đuổi đi, chúng sẽ lang thang một mình hay cùng những sư tử đực mới trưởng thành khác, và tìm được đến một vùng đất mới, chúng sẽ phải tìm một bầy mới để kiểm soát bầy này bằng cách chiến đấu giành vị trí đầu đàn, chiếm trọn hậu cung động vật.
Nếu chúng đuổi được con đầu đàn đi, chúng sẽ là vua của bầy mới và chia nhau thống trị, khi đó, chúng thường sẽ lùng sục và giết chết con non của sư tử đầu đàn trước đó vì chúng không muốn tốn công sức để nuôi những sư tử con không có dòng máu của mình và tiêu diệt giọt máu của vị vua tiền nhiệm. Đồng thời, nếu sư tử cái đang nuôi con thì cũng không có khả năng sinh sản, thường từ chối giao phối để sinh con cho chúng nên chúng sẽ chọn cách giết chết các con non để tạo ra một thế hệ mới là con của chúng, khi sư tử đực nắm quyền, bản chất tàn nhẫn của nó lộ rõ, nếu không phải con mình, sư tử đực sẵn sàng giết chết con của sư tử cái một cách không khoan nhượng.

## Ở người
Có những nghiên cứu nghiên cứu về hiện tượng giết trẻ sơ sinh ở con người và chỉ ra rằng trong xã hội của chúng ta, các bà mẹ dựa rất nhiều vào sự hỗ trợ xã hội trong giai đoạn mới sinh con. Nếu không có sự hỗ trợ đó, các bà mẹ mới sinh nhiều khả năng sẽ bỏ bê con cái, thậm bỏ bê tới mức khiến con tử vong nhưng dù vậy, hầu hết con người nhiều khả năng sẽ không ủng hộ cho quan điểm sát thủ trong khuôn khổ giữa người với người.